# فدراسیون
فدراسیون (به انگلیسی: Federation) ریشه از واژهٔ لاتین fœdus به معنای عهد یا میثاق دارد. در سیاست: حکومت فدرال؛ به اتحاد چند کشور یا چند ایالت، فدراسیون گفته می‌شود. همچنین در ورزش: به سازمانی گفته می‌شود که اداره‌کنندۀ یک رشتۀ ورزشی است. مانند: فدراسیون کشتی، فدراسیون فوتبال

فدراسیون‌های رسمی کنونی دنیا

ملزومات و شروط یک حکومت فدرال به قرار زیر است:
۱. واحدهای کوچک‌تری که فدراسیون از آن‌ها به وجود می‌آید، در امور داخلی حق خودمختاری و خودگردانی دارند ولی امور خارجی زیر نظر فدراسیون است.
۲. قانون اساسی فدراسیون، حدود اختیارات داخلی واحدهای تشکیل‌دهنده فدراسیون را معین می‌کند و تغییر قانون اساسی با موافقت شمار معینی از ایالت‌ها صورت می‌گیرد، تفاوت فدراسیون و کنفدراسیون در همین مسئله است، در فدراسیون سازمان مرکزی بر تمامی واحدهای متشکلهٔ فدراسیون نظارت و حکمرانی می‌کند اما در کنفدراسیون دولت‌های عضو در سیاست داخلی و خارجی خود آزاد می‌باشند و جنگ میان خود را نیز ناروا می‌دانند.
۳. واحد سیاسی متشکل از چند واحد سیاسی کوچک‌تر، دارای حکومتی بنام حکومت فدرال است. در حکومت‌های فدرال هر یک از واحدهای کوچک که معمولاً ایالت نامیده می‌شوند، پاره‌ای از اختیارات خویش از قبیل: روابط خارجی، ضرب سکه، اعلان جنگ و صلح را به حکومت مرکزی واگذار می‌کنند.

## کشورها
- آرژانتین
- ایالات متحده آمریکا
- بوسنی و هرزگوین
- برزیل
- کومورو
- اتیوپی
- آلمان
- هند
- عراق
- مکزیک
- میکرونزی
- نپال
- نیجریه
- روسیه
- پاکستان
- سومالی
- سوئیس
- سودان جنوبی
- سودان
- ونزوئلا
- استرالیا
- بلژیک
- کانادا
- مالزی
- سنت کیتس و نویس
- امارات متحده عربی